# Alavieska
Alavieska is een gemeente in de Finse provincie Oulu en in de Finse regio Noord-Österbotten. De gemeente heeft een landoppervlakte van 251,5 km² en telt 2.447 inwoners (2022).